# Polypodium insularum
Polypodium insularum är en stensöteväxtart som först beskrevs av Conrad Vernon Morton, och fick sitt nu gällande namn av Sota. Polypodium insularum ingår i släktet Polypodium och familjen Polypodiaceae. Inga underarter finns listade.